# رادیو گلگلتز
رادیو گلگلتز (در زبان عبری: גלגל"צ) رادیویی دولتی و سراسری در اسرائیل است که تحت مدیریت نیروهای دفاعی اسرائیل، برنامه‌های ویژه موسیقی و ترافیک پخش می‌کند.